# Neodiadelia capensis
Neodiadelia capensis är en skalbaggsart som beskrevs av Stefan von Breuning 1956. Neodiadelia capensis ingår i släktet Neodiadelia och familjen långhorningar. Inga underarter finns listade i Catalogue of Life.